# Vall de Montbran
La Vall de Montbran o Montbram (oficialment afrancesat en Lavail) és un antic poble que havia estat comuna independent del terme comunal de Sureda, de la comarca del Rosselló, a la Catalunya Nord. És una vall amb gorges que forma una via de passatge natural cap a l'Empordà a través de la vall oberta per la Maçana. El municipi de la Vall s'integrà l'any 1790 en el Cantó d'Argelers. En ser aquest suprimit l'any 1793, la Vall passà al Cantó de la Roca d'Albera. Aquest darrer se suprimia igualment l'any 1801, i la Vall torna al cantó d'Argelers, tornat a crear aquell mateix any. La comuna era encara en el mateix cantó quan s'agregà al municipi de Sureda el 1822.
És al sector sud-oriental del terme, en el tram de la vall de la Maçana que travessa el terme surellenc. El veïnat se situa en el fons de la vall, a una altitud de 187 m. És envoltat al sud pel Roc de Montbran, de 593 m alt, i al nord pel Puig de la Torreta, de 550, el Puig del Raig, de 569, i el Puig de la Martina, de 461.
El riu de la Maçana travessa el municipi de forma molt sinuosa del sud cap al nord, i trenca cap a l'oest un poc abans del veïnat de la Vall de Montbran, mentre que després reprèn el seu camí cap al nord. Rep nombrosos afluents tot al llarg del seu trajecte, entre els quals figuren el Còrrec de Montbran, el dels Oms, el de la Blada i el dels Hortets.
El veïnat de la Vall és accessible des de la carretera departamental D - 2, entre Sureda i Argelers, on cal prendre una carretera petita que s'adreça cap al sud, en direcció de l'església de Sant Ferriol de la Pava, i que prossegueix després vers el veïnat de la Vall.

## Història
La Vall correspon a la seva situació a la vall de la Maçana. Sant Martí és el nom de l'església, dedicada al bisbe Martí de Tours, molt popular a l'edat mitjana. Montbran fa referència al Roc de Montbran, al sud del veïnat. Aquest, esmentat l'any 1143 amb el nom de Monte Brano, procedeix d'un nom de persona germànic, Branno, que significa corb.
El lloc de la Vall fou ocupat des del Neolític (presència d'un abric sota la roca a sota del veïnat que ha revelat objectes d'aquesta època). No se sap pas com, ni a quina època, el poble va aparèixer.
El lloc és ja mencionat el segle ix sota el nom de Vallem Sancti Martini; el segle xiii, amb el de Sancti Martini de la Vall, Sant Martí o La Vall de Sant Martí a la fi del segle xvi, i simplement la Vall el XVIII. El 1793, el nom oficial del municipi és Lavail. En català, el nom del municipi és La Vall de Sant Martí de Montbran.
A l'edat mitjana, cap a l'any 800, monjos benedictins arribaren a la Vall (potser vinguts de Catalunya del Sud) i hi fundaren un monestir, però per fet de ser massa isolat fou transferit, menys de cinquanta anys després de la seva fundació, a Sant Andreu de Sureda. El poble restà sempre sota l'autoritat de l'abadia de Sant Andreu de Sureda, fins a la fi de l'edat mitjana. El rei de França Felip III durant l'expedició contra el rei d'Aragó i el setge de Girona, accedí al Regne d'Aragó en passant per les gorges de la Vall. Una llegenda diu que s'hauria aturat per a pregar a l'església de Sant Martí de la Vall.
El municipi de la Vall va passar a dependre del de Sureda el 18 de desembre del 1822.

## Cultura
Festa de Sant Martí de la Vall: 11 de novembre.
L'església de Sant Martí, que data dels segles X i X, és en un estil art romànic molt simple, típicament rossellonès. Aquesta església succeeix sens dubte a un primer santuari fundat pels monjos cap a l'any 800. Es tracta d'una església d'estil molt sobre, sense ornamentació, la qual cosa permet de lligar-la al romànic tardà. La capella d'església és molt pròxima, pel seu estil, de l'església Sant Llorenç del Mont, situada a alguns quilòmetres al nord de la Vall, en el municipi d'Argelers.